# Dunbekprion
De dunbekprion (Pachyptila belcheri) is een vogel uit de familie van de stormvogels en pijlstormvogels (Procellariidae). Het is een zeevogel van het zuidelijk halfrond. Deze vogel is genoemd naar de Australische ornitholoog Charles Frederic Belcher (1876-1970).

## Kenmerken
Het blauwgrijze lichaam is typisch voor alle prions. Maar het zwart aan het uiteinde van zijn staat is slechts een centrale vlek in plaats van de brede band die andere prions hebben. Zwarte slagpennen en diagonale zwarte strepen over de vleugels vormen een M. De snavel is smal. Boven en onder de ogen is hij wit, maar vlak rond de ogen zit een zwarte lijn. De lichaamslengte bedraagt 25 tot 26 cm, de spanwijdte 56 cm en het gewicht 115 tot 180 gram.

## Leefwijze
Hun voedsel bestaat uit kleine schaaldieren, krill en kleine vissoorten.

## Voortplanting
Deze vogels blijven hun hele leven samen. In november legt het vrouwtje één ei, dat door beide ouders gedurende 46 tot 47 dagen wordt bebroed.

## Verspreiding en leefgebied
Deze vogel broedt op de Falklandeilanden, op sommige eilanden voor de kust van Zuid-Chili, op de Crozeteilanden en de Kerguelen, mogelijk ook op Macquarie-eiland en Zuid-Georgia en de Zuidelijke Sandwicheilanden. Overwinteren doet hij in Indonesië, West-Australië, Nieuw-Zeeland, Zuid-Afrika, Peru en Brazilië.

## Status
De grootte van de populatie is in 2004 geschat op ten minste 7 miljoen vogels. Op de Rode lijst van de IUCN heeft deze soort de status niet bedreigd.